# HD 192439
HD 192439，又名BD+51 2796，SAO 32354、HR 7726，是一颗恒星，视星等为6.01，位于銀經86.6，銀緯9.47，其B1900.0坐标为赤經20h 9m 44.8s，赤緯+51° 9.47′ 45″。